# سقوط بغداد (۲۰۰۳)
با دیگر سقوط‌های بغداد اشتباه نگیرید.
سقوط بغداد (۲۰۰۳)، معروف به حمله به بغداد، یک حمله نظامی به بغداد بود که در آوریل ۲۰۰۳ انجام شد، به عنوان بخشی از حمله به عراق و سه هفته پس از حمله به عراق، عناصر فرماندهی اجزای سازنده زمینی نیروهای ائتلاف به رهبری لشکر سه پیاده ارتش آمریکا به بغداد منتقل شدند. ایالات متحده در ۱۴ آوریل پیروزی را اعلام کرد و رئیس‌جمهور جرج دابلیو بوش در اول ماه مه سخنرانی مأموریت خود را انجام داد.
بغداد از نبردها و همچنین غارت و آتش‌سوزی به زیرساخت‌های غیرنظامی، اقتصاد و میراث فرهنگی خود آسیب جدی وارد کرد. در طول حمله، بیمارستان الارموک در جنوب بغداد شاهد یک نرخ ثابت حدود ۱۰۰ بیمار جدید در ساعت بود.
در این جنگ بیش از ۲۰۰۰ سرباز عراقی و همچنین ۳۴ نیروی ائتلاف کشته شدند. پس از سقوط بغداد، نیروهای ائتلاف در ۱۰ آوریل وارد شهر کرکوک و در ۱۵ آوریل ۲۰۰۳ وارد تکریت شدند.

## آماده‌سازی
بمب‌گذاری محدود در ۱۹ مارس ۲۰۰۳ در حالی آغاز شد که نیروهای ایالات متحده بدون موفقیت برای کشتن صدام حسین تلاش کردند. حملات علیه تعداد کمی از اهداف تا ۲۱ مارس ۲۰۰۳ ادامه داشت، زمانی که در ساعت ۱۷:۰۰ به وقت محلی، اصلی‌ترین بمباران ایالات متحده و متحدان آنها آغاز شد. نیروهای آنها تقریباً ۱۷۰۰ شلیک هوایی (۵۰۴ موشک کروز) استفاده کردند. حمله به شهر سه روز پس از ایمن‌سازی نیروهای متفقین به رهبری سرلشکر بوفورد بلونت و لشکر ۳ پیاده، فرودگاه بغداد آغاز شد.

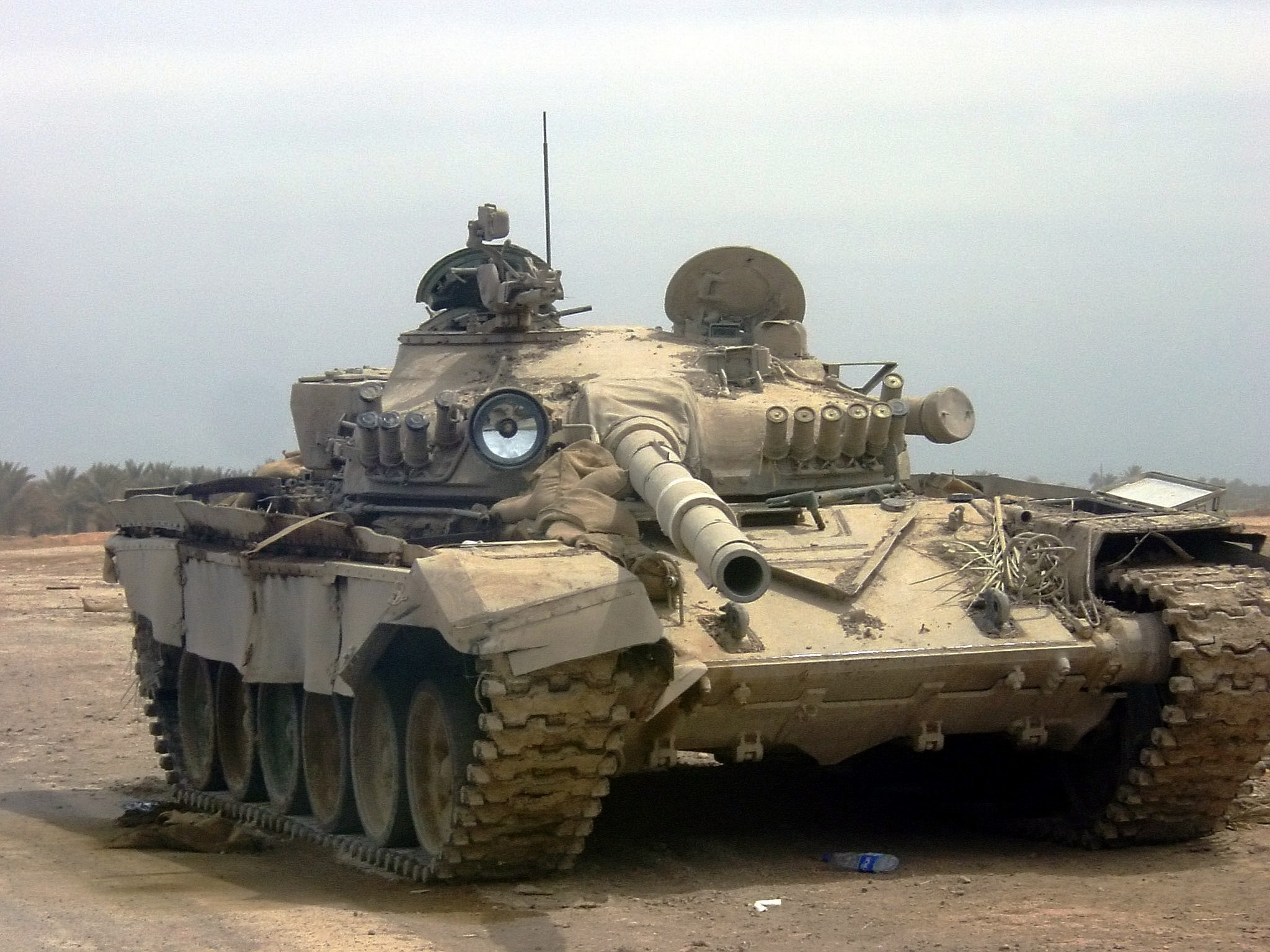
یک تی-۷۲ پس از مواجهه با آخرین وارد شدن آمریکا به بغداد رها شد

مقامات آمریکایی گفتند که نیروهای آنها در آنجا با گارد ویژه جمهوریخواه عراق درگیری داشتند، دو گروه ویژه قبل از حرکت به غرب به سمت فرودگاه، از حومه جنوبی شهر به رودخانه دجله صعود کردند. سرلشکر ویکتور رنوارت گفت که هدف این است که به رهبر عراق نشان دهیم که نیروهای ائتلاف می‌توانند هر زمان که بخواهند به داخل و خارج بغداد حرکت کنند. گاردین گزارش داد که نیروهای آمریکایی دو «کاخ ریاست جمهوری» را اشغال کردند. ارتش همچنین برای مدتی وزارت اطلاعات و سایر تأسیسات مهم دولتی را محاصره کرد.
در ۲۴ مارس، باری مک کافری، فرمانده بازنشسته ارتش آمریکا، بهنیوزنایت گفت: «اگر [عراقی‌ها] واقعاً جنگ کنند، واضح است که این کار وحشیانه و خطرناک خواهد بود و ما می‌توانیم به طور صریح تا ۳۰۰۰ نفر تلفات داشته باشیم».

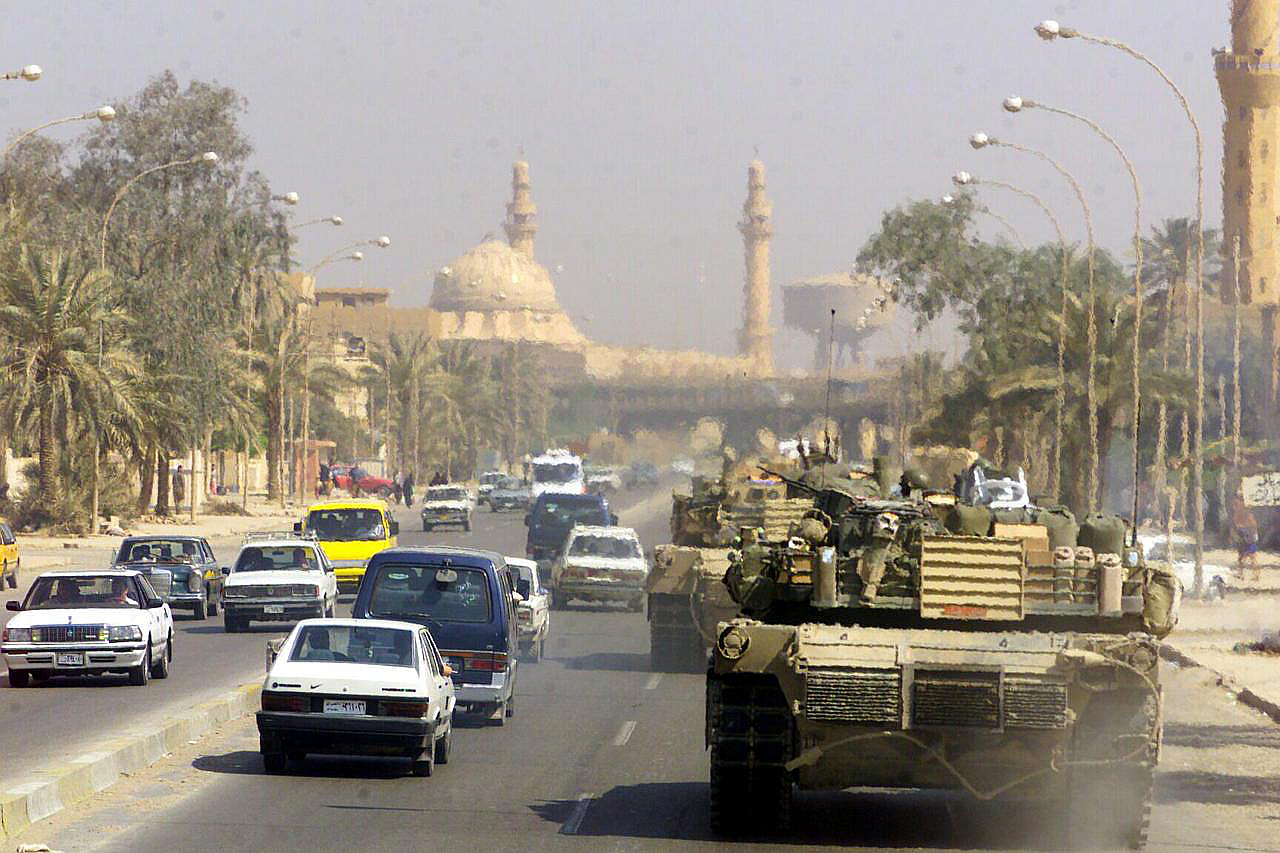
یک تانک تفنگداران دریایی ام۱ آبرامز پس از سقوط در خیابان بغداد در سال ۲۰۰۳ در حین عملیات آزادی عراق به گشت زنی می‌پردازد.

### نیروها
حمله به بغداد توسط لشکر ۳ پیاده نیروی زمینی ایالات متحده آمریکا و سپاه تفنگداران دریایی ایالات متحده آمریکا، مجهز به تانک‌های ام۱ آبرامز، ام۲/ام۳ برادلی و نفربرهای زرهی ام۱۱۳ و وسایل حملات آبی خاکی انجام شد. این نیروها با پشتیبانی هواپیماهای آمریکایی و انگلیسی از جمله بوئینگ بی-۵۲، حمله هاریر جی آر۷ و فیرچایلد ریپابلیک، با ۳۶۰۰۰ سرباز گارد ویژه جمهوری عراق محافظت شده در پناهگاه‌های پراکنده ۳۰ مایل (۴۸ کیلومتر) در خارج از بغداد، مجهز به تانک و توپخانه سنگین اسد بابل.

## گزارش
قبل از حمله، سیاست ایالات متحده این بود که روزنامه نگاران گزارش دهنده از زمین «باید» حضور داشته باشند، یعنی در واحدهای نظامی مستقر شوند. اینگونه خبرنگاران ملزم به انعقاد قرارداد با ارتش و موافقت با قوانینی بودند که آنچه را که می‌توانستند گزارش کنند محدود می‌کند. روزنامه نگاران دریافتند که شکستن این قوانین خطر از دست دادن اعتبار مجاز خود و اخراج از عراق را به خطر می‌اندازد.
عراق، در ابتدا بیانیه ای در تناقض با گزارش خبرنگاران غربی در مورد این حمله صادر کرد. محمد سعید الصحاف، رئیس وزارت اطلاعات، در یک نشست مطبوعاتی در ۷ آوریل گفت که هیچ سرباز آمریکایی در بغداد وجود ندارد، گفت: "کافران آنها در صدها دروازه بغداد خودکشی می‌کنند. مطمئن باشید، بغداد ایمن، محافظت شده‌است. عراقی‌ها قهرمان هستند. "
در ۸ آوریل، دو موشک هوابه‌سطح به دفتر الجزیره در یک منطقه مسکونی در بغداد اصابت کردند و یک خبرنگار را کشته و یک تصویربردار را زخمی کردند. دفتر نزدیک کانال ماهواره ای عرب تلویزیون ابوظبی نیز مورد حملات هوایی قرار گرفت. تلویزیون الجزیره و ابوظبی تنها سازمان‌های رسانه ای بین‌المللی بودند که از مقر خود در بغداد به فعالیت خود ادامه دادند. از زمان شروع جنگ، سایر سازمان‌های رسانه ای بین‌المللی عملیات خود را به هتل فلسطین در بغداد منتقل کرده بودند. در همان روز یک تانک نیروی زمینی ایالات متحده آمریکا به طبقه ۱۵ هتل فلسطین شلیک کرد و در نتیجه دو تصویربردار کشته و سه نفر زخمی شدند. این حملات اتهاماتی را به وجود آورد که ایالات متحده رسانه‌های خبری را به عمد هدف قرار داده‌است. الجزیره مختصات دفتر خود در بغداد را در اختیار پنتاگون قرار داده‌است. ساختمان تلویزیون ابوظبی به وضوح با یک علامت آبی بزرگ در سقف آن مشخص شد و برای هتل فلسطین، به گفته گرت لینبانک، سردبیر رویترز، "نیروهای آمریکایی که در تمام طول مدت می‌دانند این هتل اصلی است پایگاه تقریباً برای همه روزنامه نگاران خارجی در بغداد ". در پرونده ابوظبی، ایستگاه تصویر آتش عراق را از زیر دوربین پخش کرد. با این حال، در مورد هتل، دیگر روزنامه نگاران حاضر در صحنه اظهار داشتند که از هتل یا اطراف هتل آتش‌سوزی نشده‌است.